# Overloque

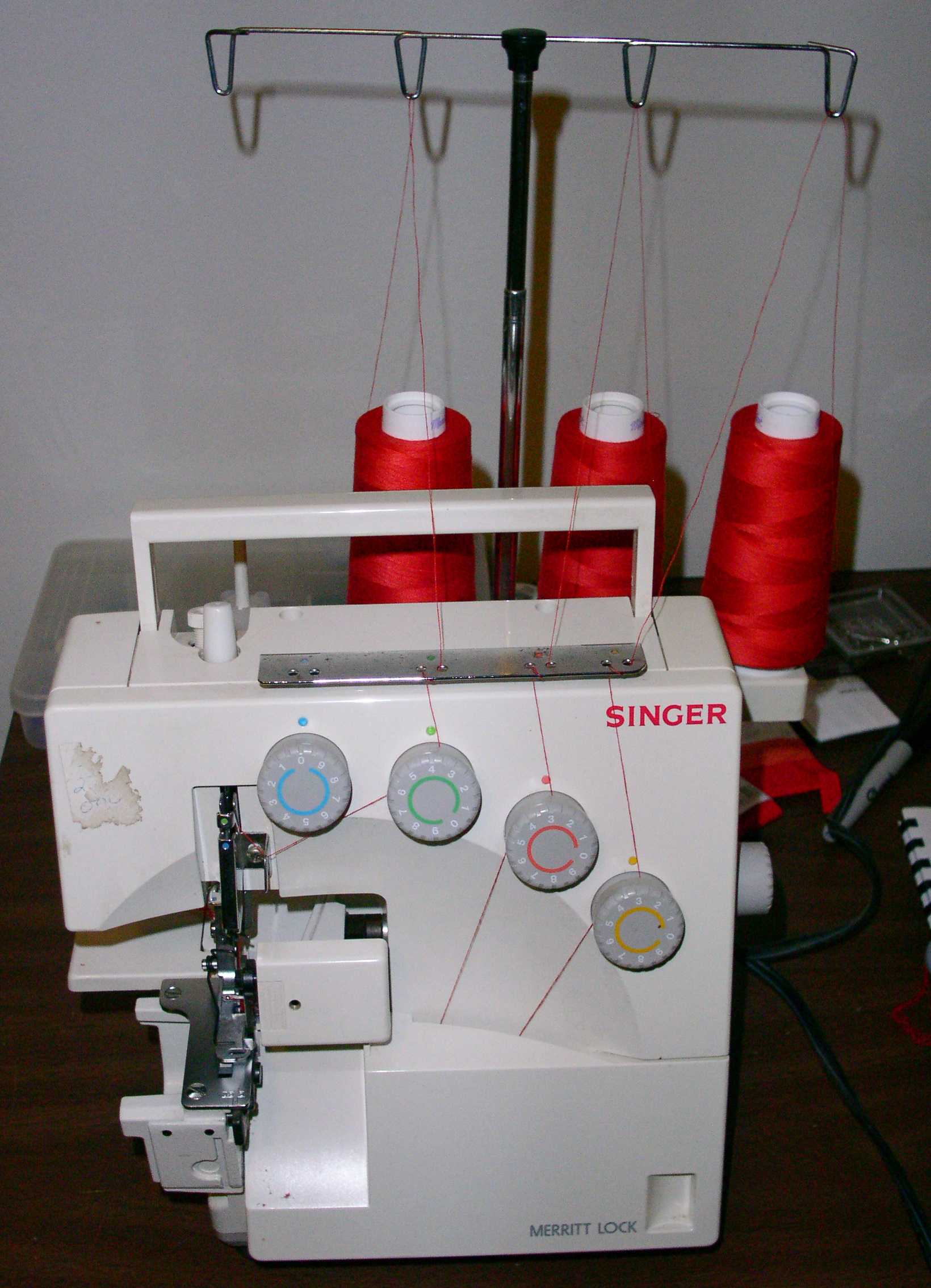
Singer 14U344B, máquina overloque para uso doméstico

Overloque (do inglês overlock) é um tipo de máquina de costura que efetua simultaneamente a costura e o chuleio (acabamento das bordas para que não se desfiem). São utilizados pelo menos dois grupos de fios, sendo um alimentado pela agulha e outro pelo looper.
É possível ainda a utilização de um conjunto de facas, uma fixa outra móvel, que cortam o tecido no instante antes da costura.
A quantidade de pontos por minuto deste tipo de maquina é elevadíssimo, podendo chegar a nove mil pontos por minuto, dependendo do artigo a ser cosido e do operador. É classificada como ponto 504, ou seja, dentro da classe 500. Além disso há também na overloque técnicas para costurar bem e rápido.